# 최유진 (1983년)
최유진(崔柔珍, 1983년 6월 27일 ~ )은 대한민국의 제6대 광주광역시 북구의원이었으며, 광주광역시 북구 출신이다.

## 학력
- 광주풍향국민학교 졸업
- 광주동신여자중학교 졸업
- 조선대학교 여자고등학교 졸업
- 전남대학교 농업생명과학대학 생명공학과 졸업
- 전남대학교 정책대학원 일반행정 졸업
- 전남대학교 사회과학대학 일반행정 박사과정 수료

## 경력
- 2007 전남대학교 농업생명과학대학 학생회장
- 6·15 남북공동선언 실천을 위한 남북대학생 대표자 회의 참가
- 광주 시민의소리 기자
- 민주노동당 부대변인
- 통합진보당 광주광역시 북구 갑 부위원장
- 북구 구립도서관 운영위원회 운영위원
- 북구 사회단체보조금 심의위원
- 북구 여성친화도시협의회 심의위원
- 2010.07 ~ 2014.06 제6대 광주광역시 북구의회 의원
- 2010.07 ~ 2012.07 제6대 광주광역시 북구의회 전반기 경제복지위원회 위원
- 2010.07 ~ 2012.07 제6대 광주광역시 북구의회 전반기 예산결산특별위원회 부위원장
- 2011.02 ~ 2011.03 제6대 광주광역시 북구의회 도시균형발전특별위원회 위원
- 2012.07 ~ 2014.06 제6대 광주광역시 북구의회 후반기 의회운영위원회 위원
- 2012.07 ~ 2014.06 제6대 광주광역시 북구의회 후반기 행정자치위원회 위원
- 2012.07 ~ 2014.06 제6대 광주광역시 북구의회 후반기 예산결산특별위원회 위원
- 2012.07 ~ 2013.11 제6대 광주광역시 북구의회 대형마트입점저지대책위원회 실행위원
- 2022.05 ~ 현재 광주사회적경제지원센터 센터장

## 역대 선거 결과
|  | 23.16% |

|  | 20.68% |